# Диллай, Бланш
Бланш Диллай (англ. Blanche Dillaye, полное имя Blanche Annie Dillaye; 1851—1931) — американская художница.
Была одной из значительных фигур в движении возрождения американского офорта; приобрела известность в одном из самых сложных искусств и в некоторых отношениях была признана авторитетом в области, где первенствовали мужчины.

## Биография
Родилась 4 сентября 1851 года в городе Сиракьюс, штат Нью-Йорк. Была дочерью достопочтенного Стивена Диллая (его труды по таким экономическим вопросам, как бумажные деньги и тарифы, снискали завидную репутацию) и его жены Шарлотты Малкольм Диллай.
Получила образование в школе для молодых девушек Miss Mary L. Bonney and Miss Harriette L. Dillaye’s school. Здесь проявила ранний талант к рисованию. Её способности и желание стать художницей были настолько сильны, что ей разрешили посвятить год изучению рисунка и она уехала за границу, но её последняя работа была связана с Пенсильванской академией изящных искусств.
Вернувшись из-за границы, она преподавала в женской школе в Филадельфии. Это позволило ей несколько лет учиться в Пенсильванской академией изящных искусств. Бланш Диллай нравилось чёрное и белое, и её привлекала гравюра как специальность. Мастера в этой области помогли ей и нашли в девушке способного ученика. Бланш взяла один урок по технике травления у Стивена Феррье. Это показалось настолько простым, что она без колебаний заявила себя в качестве участницы выставки, которая состоялась в Пенсильванской академии изящных искусств. В этом же году офортист Стивен Пэрриш помогал Диллай своими советами в освоении этой техники.
Бланш Диллай участвовала в ведущих выставках США. На Всемирной Колумбовой выставке 1893 года в Чикаго она представляла штат Пенсильвания. Во время выставки прочла доклад о своем искусстве перед Конгрессом женщин (Congress of Women), который привлек широкое внимание. Её офорты также были благосклонно были приняты за границей, успешно выставлялись в Англии и во Франции на Парижском салоне.
Диллай имела студию в Филадельфии на Саут-Пенн-сквер, Филадельфия. Кроме офорта проявила себя и в других сферах: её иллюстрации и рукописи попали в несколько ведущих журналов. Также занимала много официальных должностей в сфере искусства — была вице-президентом по крайней мере трех организаций: Philadelphia Water Color Club, Fellowship of the Pennsylvania Academy of the Fine Arts и Plastic Club.
Умерла 30 декабря 1931 году в Филадельфии (в некоторых источниках приводится 1932 год). Была похоронена в родном городе на кладбище Oakwood Cemetery.

Некоторые работы
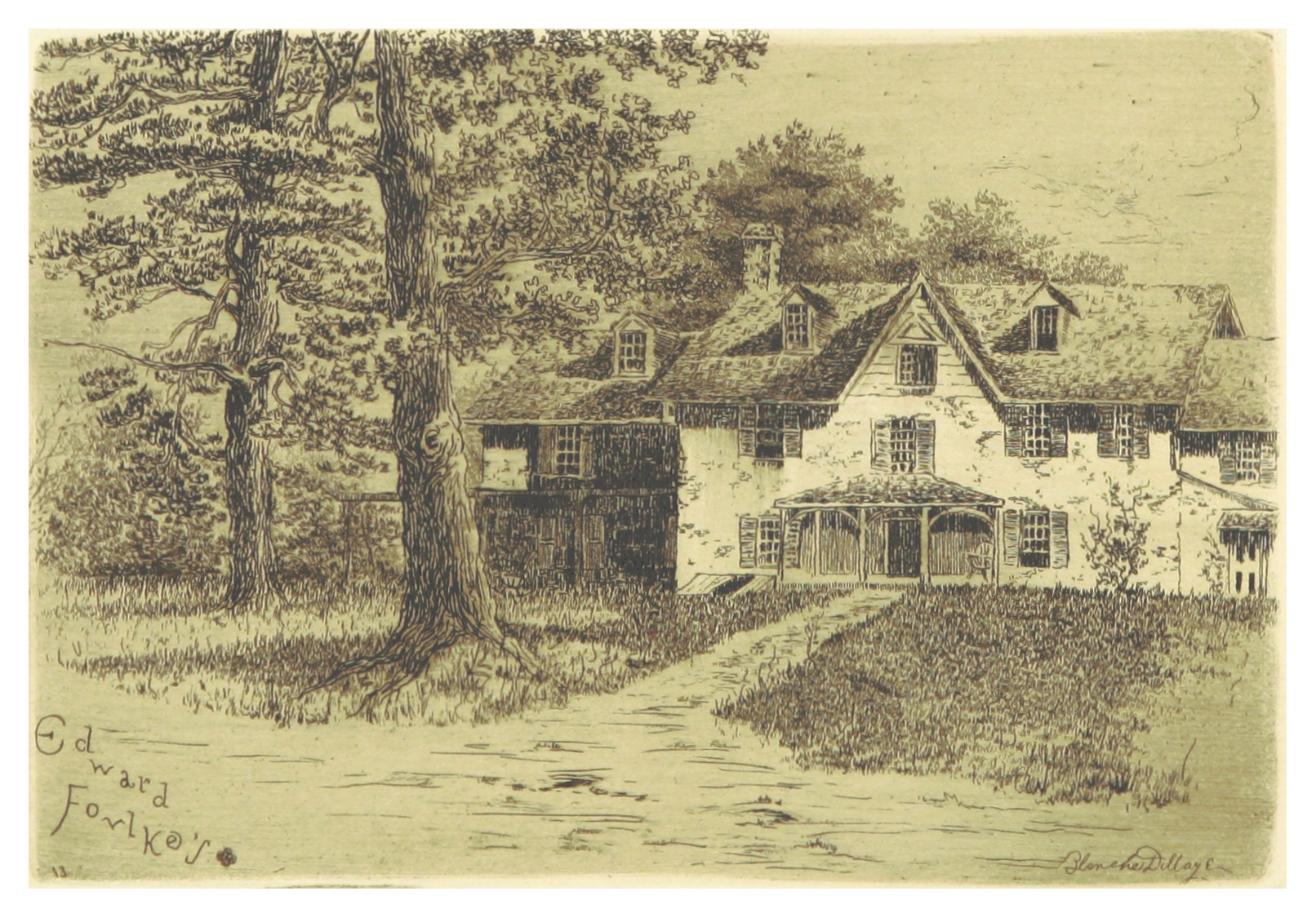
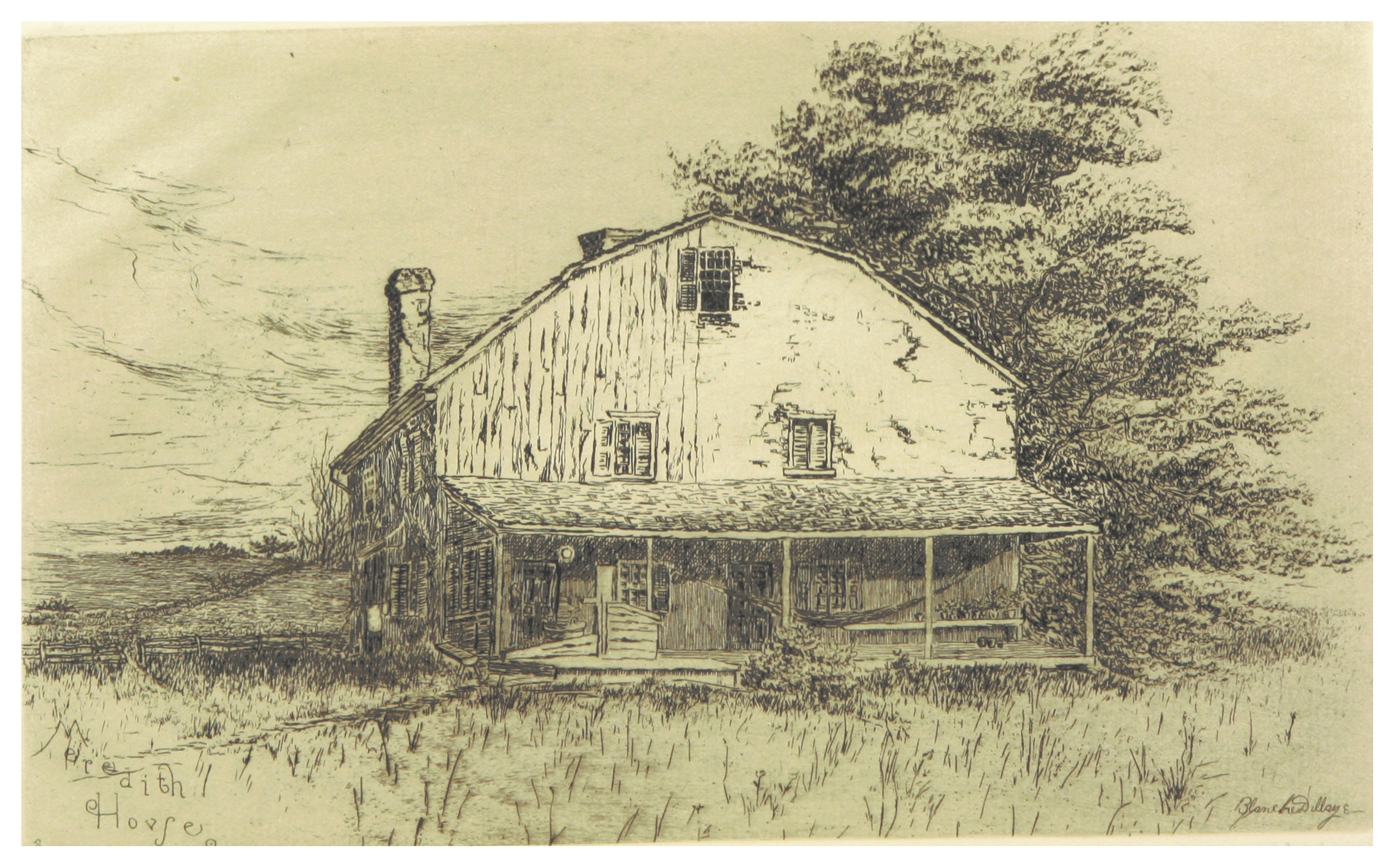
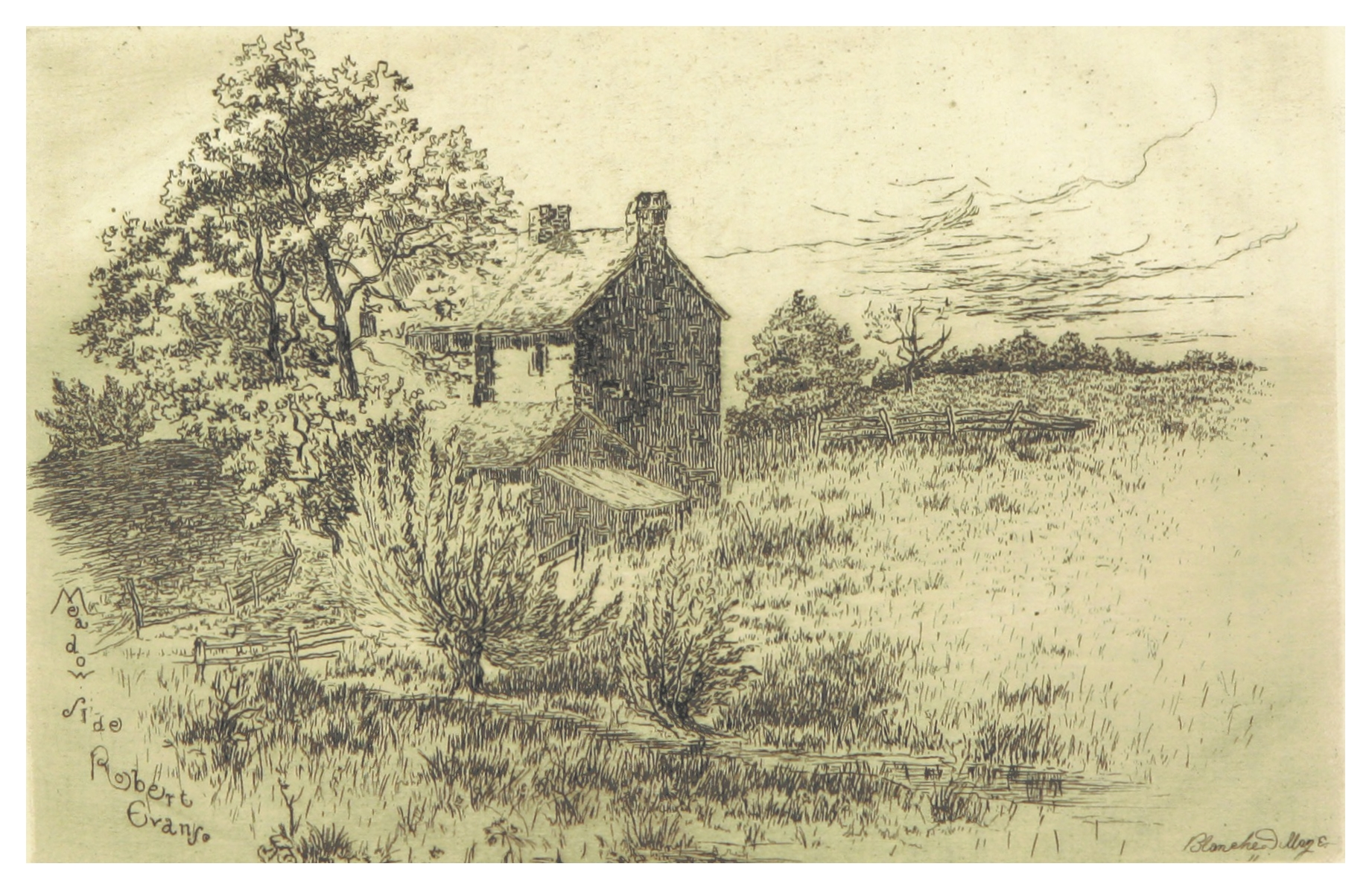
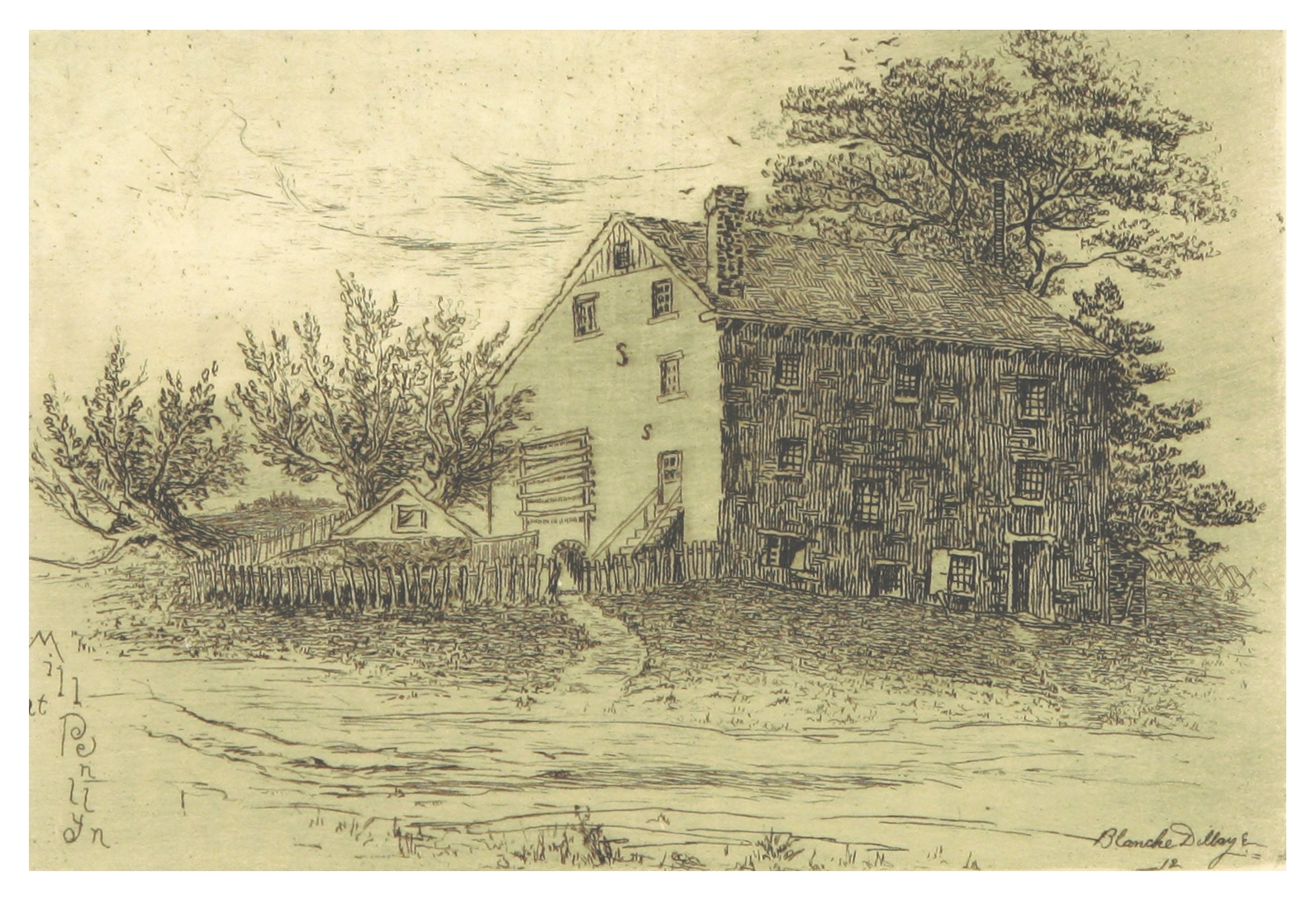